# Viviers-lès-Montagnes
Viviers-lès-Montagnes är en kommun i departementet Tarn i regionen Occitanien i södra Frankrike. Kommunen ligger i kantonen Labruguière som tillhör arrondissementet Castres. År 2022 hade Viviers-lès-Montagnes 1 992 invånare.

## Befolkningsutveckling
Antalet invånare i kommunen Viviers-lès-Montagnes
| Referens: INSEE |